# 西内布吕科夫艺术博物馆

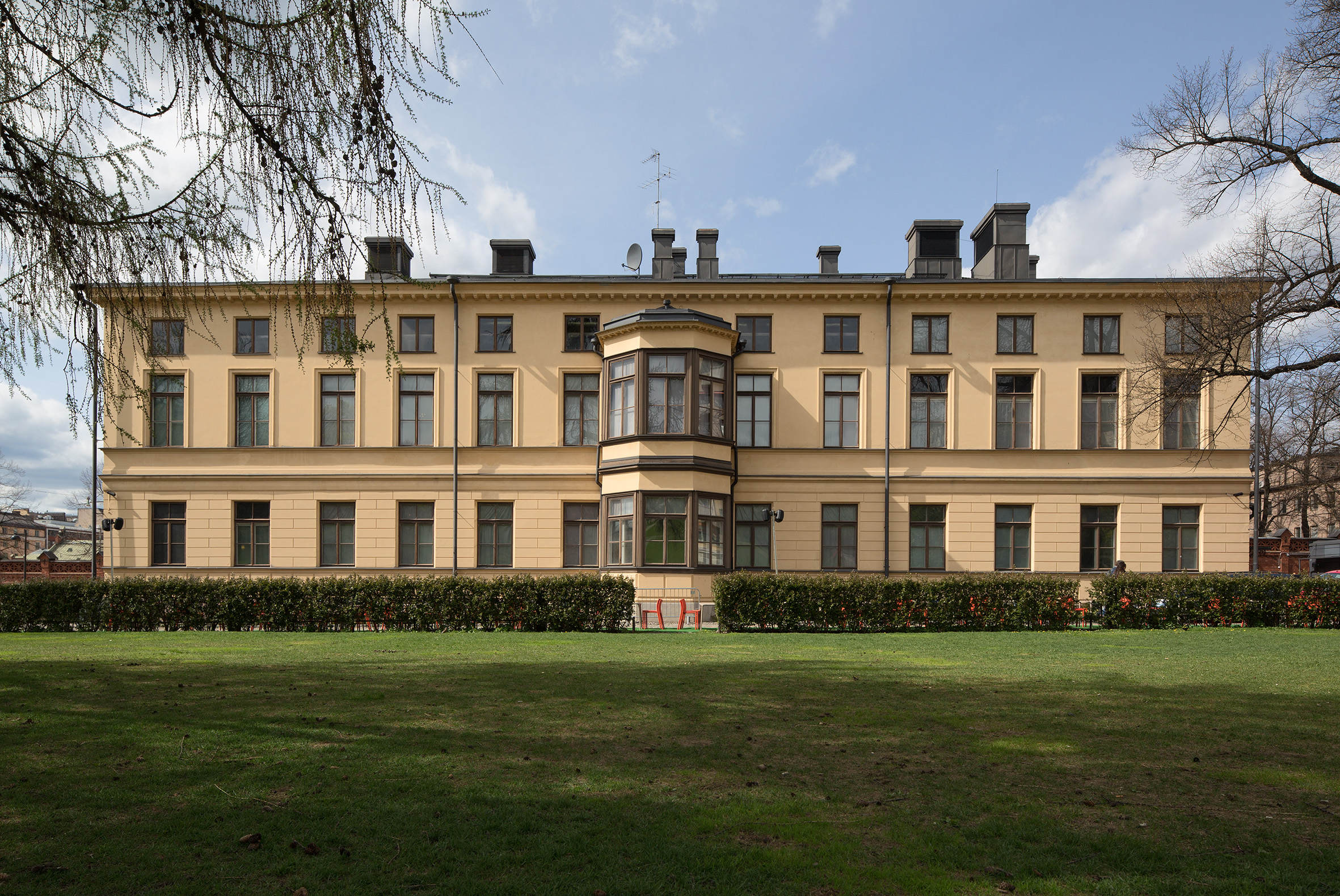
艺术博物馆的背面

西内布吕科夫艺术博物馆（芬蘭語：Sinebrychoffin taidemuseo）是位於芬蘭首都赫爾辛基的一座艺术博物馆。西内布吕科夫艺术博物馆展示並收藏14至19世紀時期的艺术品，是芬兰国立画廊的一部分。西内布吕科夫艺术博物馆的展品曾是西内布吕科夫家族的私人藏品。艺术博物馆的建築修建於1842年。